# Januariavtalet
Januariavtalet ("JA"), även kallad fyrpartiuppgörelsen, januariöverenskommelsen ("JÖK") eller 73-punktsuppgörelsen var en skriftlig överenskommelse mellan riksdagspartierna Socialdemokraterna, Centerpartiet, Miljöpartiet och Liberalerna (även kallade Januaripartierna i sammantagen form) för att kunna utse regeringen Löfven II med socialdemokraten Stefan Löfven som statsminister och regeringsbildare efter riksdagsvalet 2018. Avtalet rubricerades som Utkast till sakpolitisk överenskommelse mellan Socialdemokraterna, Centerpartiet, Liberalerna och Miljöpartiet de gröna och publicerades den 11 januari 2019. Stefan Löfven röstades fram till statsminister och regeringsbildare 18 januari 2019, mer än 18 veckor efter riksdagsvalet, och kunde därmed bilda Regeringen Löfven II. Regeringen Löfven II tvingades avgå den 9 juli 2021, och därmed upphörde Januariavtalet att gälla.

## Historia
Riksdagsvalet hade genomförts i september 2018 och överenskommelsen gjordes i januari året efter. De fyra partierna bakom överenskommelsen hade inte tillräcklig majoritet för att vinna en omröstning, men den kunde uppnås genom att Stefan Löfven förde samtal med Vänsterpartiet. Röstningen genomfördes 18 januari 2019 vilket innebar att det varit en lång regeringsbildningsprocess för svenska förhållanden.
Överenskommelsen blev klar efter flera veckors förhandling, först mellan Socialdemokraterna, Centerpartiet och Miljöpartiet den 11 januari 2019 och sedan Liberalerna den 13 januari. Den innebar att regeringen Löfven (Socialdemokraterna och Miljöpartiet) kunde bilda regering en andra mandatperiod, men där Centerpartiet och Liberalerna får betydande inflytande över regeringens politik och budget. Avtalet möjliggjorde att Stefan Löfven valdes av Sveriges Riksdag till statsminister den 18 januari 2019, och regeringen Löfven II tillträdde den 21 januari. En avgörande anledning till att avtalet kom till stånd var att man ville minimera Sverigedemokraternas inflytande.

### Bakgrund
Historiskt har det förekommit att socialdemokraterna regerat i Sverige med stöd av Centerpartiet (dåvarande Bondeförbundet) och även Liberalerna (Folkpartiet, Liberala samlingspartiet). Socialdemokraterna ingick budgetsamarbete med Liberalerna (Liberala samlingspartiet) när de bildade koalitionsregeringen Edén tillsammans åren 1917 till 1920. Vid ”Krisuppgörelsen” eller "Kohandeln" 1933 till 1936 gav Bondeförbundet sitt stöd till en socialdemokratisk regering. 1951 till 1957 ingick Bondeförbundet i koalitionsregeringen regeringen Erlander II. Socialdemokraterna budgetsamarbetade även med Centerpartiet 1995–1998 efter 90-talskrisen.
Under den föregående mandatperioden (2014 till 2018) var det rödgröna blocket något större än Alliansen och Sverigedemokraterna blev vågmästarparti mellan de traditionella blocken, och en S- och MP-regering släpptes fram för att undvika att Sverigedemokraternas skulle få inflytande över politiken. Då gällde emellertid decemberöverenskommelsen (DÖ), och Allianspartierna ville inte förhandla om budgeten med regeringen utan ville utgöra en samlad opposition, vilket medförde att Vänsterpartiet fick igenom mer av sin politik. Decemberöverenskommelsen upphävdes efter att Kristdemokraterna beslutade att lämna den i oktober 2015.
Det borgerliga samarbetet i alliansen försvagades i flera steg efter valet 2014. I oktober 2015 drog sig Kristdemokraterna ur Decemberöverenskommelsen på egen hand, vilket dock sedan följdes av övriga Allianspartier. I januari 2016 förklarade Anna Kinberg Batra att Moderaterna ville bryta isoleringen av Sverigedemokraterna, vilket stred mot Centerpartiets och Liberalernas inställning. Liberalerna och Centerpartiet menar att Allianssamarbetet i praktiken skadats allvarligt, när Ulf Kristersson i december 2018 förde fram förslaget att bilda regering tillsammans med Kristdemokraterna, mot de båda andra partiernas vilja. Moderaterna och Kristdemokraterna menar å sin sida att Alliansen upphörde på nationell nivå i och med att januariavtalet ingicks.  Andra påstår att Alliansen inte behöver ha upphört för gott.

## Överenskommelsens innehåll
Överenskommelsen består av 73 punkter och begränsar samarbetet till elva områden:
- Ekonomi och statsfinanser, punkterna 1–11.
- Jobb, företagande och hållbar tillväxt, punkterna 12–21.
- Hela landet ska växa, punkterna 22–29.
- Miljö och klimat, punkterna 30–39.
- Integration och hedersbrott, punkterna 40–43.
- Bostäder, punkterna 44–48.
- Skolan, punkterna 49–57.
- Sjukvård och äldre, punkterna 58–63.
- Funktionshinder, punkt 64.
- Migration, punkterna 65–67.
- Trygghet, säkerhet och demokrati, punkterna 68–73.

## Begränsning av Vänsterpartiets inflytande
En regeringsbildning baserad på januariöverenskommelsen krävde att Vänsterpartiet inte röstade nej i riksdagen. Enligt överenskommelsen skulle den emellertid innebära att Vänsterpartiet inte skulle ha inflytande över den politiska inriktningen i Sverige under den kommande mandatperioden, i media kallat dörrmatteklausulen eller förnedringsklausulen. De fyra partierna hade inte kontrollerat hur Vänsterpartiet skulle ställa sig till januariavtalet innan det presenterades.
Tre dagar efter att januariavtalet offentliggjordes, den 14 januari 2019, meddelade Vänsterpartiets Jonas Sjöstedt att hans parti i dagsläget inte kunde släppa fram Löfven som statsminister, dels på grund av ovan nämnda klausul, dels på grund av det man kallade "den allmänna högervridningen" i överenskommelsen. Vänsterpartiet ville också ha garantier att regeringen skulle hålla de överenskommelser och reformer man gjort tillsammans under föregående mandatperiod, som delvis upphävdes i den statsbudget som Moderaterna och Kristdemokraterna fick igenom månaden innan.
Efter ett möte med Stefan Löfven meddelade Jonas Sjöstedt den 16 januari att partiet skulle komma att släppa fram Regeringen Löfven en ny mandatperiod. Löfven hade enligt Sjöstedt lovat att Vänsterpartiet skulle få parlamentariskt inflytande på områden utanför januariöverenskommelsen, och att han skulle försvara reformer som Vänsterpartiet drev igenom i förra mandatperioden som stödparti till Regeringen Löfven. Ingen skriftlig överenskommelse mellan Socialdemokraterna och Vänsterpartiet redovisades offentligt och fyrpartiöverenskommelsen behövde inte omarbetas innan omröstningen, men Vänsterpartiet har deklarerat att de tänker yrka på misstroende om punkterna 20 och 44 i fyrpartiöverenskommelsen genomdrivs. Punkt 20 handlar om en reformerad arbetsrätt, med utökade undantag från turordningsreglerna i lagen om anställningsskydd, LAS. Punkt 44 handlar om att reformera hyresmodellen och införa fri hyressättning vid nybyggnation.
Några dagar innan Utredningen om en moderniserad arbetsrätt presenterades hotade Vänsterpartiet med en misstroendeförklaring. När den presenterades inleddes förhandlingar mellan regeringen och fackförbunden. Frågan har förhalats eftersom LO inte ställde sig bakom utökade undantag mot turordningsreglerna medan tjänstemannaförbunden nådde en uppgörelse.
När förslagen från Utredningen om fri hyressättning vid nyproduktion presenterades meddelade Vänsterpariets Nooshi Dadgostar att hennes parti var berett att fälla regeringen i en misstroendevotering.

### Januariavtalet rivs upp
Vänsterpartiets besked att de var beredda att fälla regeringen inledde regeringskrisen 2021. De hade inte tillräckligt med mandat för att själva lämna in misstroendeförklaringen, men Sverigedemokraterna reagerade på beskedet lämnade in ett yrkande med muntligt stöd även från Moderaterna och Kristdemokraterna. Regeringskrisen ledde till att Löfven förlorade misstroendeförklaringen och att avtalet revs upp.

## Utredningar med anledning av januariavtalet
- Utredningen om en moderniserad arbetsrätt.
- Utredningen om fri hyressättning vid nyproduktion[26]

För faktiskt genomförande av avtalet, se regeringens politik.

## Fotnoter